# 孔传镛
孔传镛（1713年1月16日—1782年6月8日），字序东，号墨稼，清朝山东兖州府曲阜县（今山东省曲阜市）人，孔子六十八代孙，衍聖公孔毓圻第四子，母亲黄氏。

## 生平
康熙五十一年十二月二十日（1713年1月16日）生，出继叔父翰林院五经博士孔毓埏。官至山西太原府同知，乾隆四十七年四月廿八日（1782年6月8日）去世，年七十一岁，有一子一女。

## 家庭
- 妻：年氏，字淑才，康熙五十年三月二十八日（1711年5月15日）出生，乾隆十一年正月十二（1746年2月2日）去世，汉军镶黄旗人，抚远大将军年羹尧次女，没有成婚
  - 子：孔继沅，庶出，无子，以族兄孔继浩（孔傳鋕之子）之子孔广桪为嗣
  - 女：孔兆璋，庶出，嫁刘肇修